# John Houstoun
John Houstoun (né le 31 août 1744 - mort le 20 juillet 1796) était un avocat et un homme d'État américain originaire de la ville de Savannah en Géorgie. Il a été le délégué de la Géorgie au Congrès continental en 1775. Il était le 6e gouverneur de la Géorgie en 1778, puis à nouveau de 1784 à 1785.

## Sources
- (en) Cet article est partiellement ou en totalité issu de l’article de Wikipédia en anglais intitulé « John Houstoun » (voir la liste des auteurs).